# Hasse Jeppson
Hans „Hasse” Jeppson (ur. 10 maja 1925 w Kungsbace, zm. 21 lutego 2013 w Rzymie) – szwedzki piłkarz, napastnik. Brązowy medalista mistrzostw świata 1950.
W Allsvenskan grał w barwach Djurgårdens IF i na przełomie lat 40. i 50. należał do najlepszych ligowych strzelców (39 spotkań i 35 trafień). W sezonie 1950/1951 krótko grał w angielskim Charlton Athletic, następnie – wzorem wielu kolegów z reprezentacji – wyjechał do Włoch. Rok występował w Atalancie BC, od 1952 przez cztery sezony był piłkarzem SSC Napoli. Karierę kończył w Torino FC. W reprezentacji Szwecji zagrał 12 razy i strzelił 9 bramek. Podczas MŚ 50 wystąpił w czterech meczach Szwecji (2 gole).